# 丹尼爾·史蒂森
丹尼爾·史蒂森（挪威語：Daniel Stisen，1982年9月25日—），挪威男演員、製片人、編劇、特技演員、健美運動員以及前舉重運動員，曾代表克里斯蒂安桑體育俱樂部參加舉重比賽。

## 生平
丹尼爾·史蒂森生於曼达尔，家中七個孩子中的老大。父親經營健身房，史蒂森年幼時都在此度過，甚至5歲起就開始舉重。16歲起開啟健美生涯，之後順利成為健美運動員。青年時期，曾代表克里斯蒂安桑體育俱樂部參加舉重比賽，並拿下兩次冠軍。20多歲時，在為雜誌拍攝照片時拉傷了左大腿，導致他永久無法再從事舉重。
史蒂森決定投入演藝事業，在奧斯陸的南希·曼尼斯表演工作室（Nancy Mannes Acting Studio）進行表演訓練的六個月後，搬到美國加利福尼亞州洛杉磯，在伊凡娜·查巴克工作室（Ivana Chubbuck Studio）學習。成為演員後，史蒂森還成立了以自己名字命名的製片公司，「我成立了自己的製作公司，同時做著行業內的各種工作來學習，向最優秀的人學習，向大大小小每場戲學習。後來，我開始製作自己的電影，從一些動作開始，並確保它們保持非常高的標準，第一部是《報應》（Retribution），其靈感源自漫威的制裁者。這部片因此獲得了一些獎項，並得到了媒體的熱烈反響。」
在多部商業大片跑龍套後，史蒂森透過自己的製片公司出品了2021年動作片《全境捍衛》（Last Man Down），自己亦身兼主演及監製。之後在2023年又帶來了《圍攻》（The Siege）。

## 外部連結
- 官方网站
- Daniel Stisen Productions Ltd官方網站
- 丹尼爾·史蒂森在互联网电影资料库（IMDb）上的資料（英文）